# Alfred Noell
Alfred Noell (* 27. März 1933 in Bad Hönningen; † 7. Juni 2023 in Bergisch Gladbach) war ein deutscher Autor, Journalist und Fernsehregisseur. Er gestaltete maßgeblich die Fernsehsendung Der 7. Sinn.

## Leben und Wirken
Noell volontierte ab 1953 bei der Hildener Zeitung – Rheinisches Tageblatt und ging 1956 zur Rheinischen Post nach Düsseldorf. Im Jahr 1959 gestaltete er erstmals selbst Reportagen für das Fernsehen. Im Folgejahr gründete er ein eigenes Unternehmen und begann als ständiger freier Mitarbeiter beim WDR. Seine Firma Cine-Relation GmbH redigierte viele Beiträge für die ARD und das ZDF und realisierte bis Ende des Jahres 1998 rund 6000 Filme, Fernsehserien und Werbespots.
Nach dem Schritt in die Selbstständigkeit konzentrierte sich Noell zunehmend auf Inhalte aus den Bereichen Motor und Verkehr. Seine erste Serie mit dem Titel „Tips und Tricks für Autofahrer“ erschien mit 72 Folgen im WDR-Regionalprogramm Hier und heute. Zur selben Zeit erstellte er fortwährend Berichte über den Motorsport, die im Hauptprogramm der ARD zu sehen waren. Während seiner 20 Jahre dauernden Tätigkeit für den Sender schuf er Beiträge für mehrere hundert Sendungen zum Motorsport, so zur Rallye-Weltmeisterschaft und 17 Berichte über die Rallye Monte Carlo.
Im Jahr 1966 erdachte und kreierte Noell das Konzept der Serie Der 7. Sinn. Als Autor und Regisseur gestaltete er bis 1970 220 Folgen der Sendereihe, für die er mehrere, mitunter internationale Auszeichnungen erhielt. Danach leitete er drei Jahre die Presseabteilung der Ford-Werke, bevor er als selbstständiger Unternehmer mit der Cine-Relation GmbH erneut für Fernsehsender, Automobilkonzerne, Ministerien und Verbände tätig wurde. Ab dem Jahr 1986 arbeitete er als Auftragsproduzent des WDR für den 7. Sinn.
Zu Beginn der 1980er-Jahre gründete Noell den Verband der Fernseh-, Film- und Videowirtschaft Nordrhein-Westfalen mit und übernahm als dessen Vorstandsmitglied sechs Jahre die Geschäftsführung. In Zusammenarbeit mit der Regierung Nordrhein-Westfalens erstellte er eine Vorlage für ein Filmförderungsgesetz des Landes.
Noell beschäftigte sich immer mit den Interessen von Kindern und schuf für die ARD und das ZDF Serien, die im Nachmittagsprogramm zu sehen waren, darunter die 72 Folgen umfassende Reihe Herr Daniel paßt auf, Was Kalle Quast nicht paßt mit 46 Folgen, für das Jugendprogramm die in mehreren Jahren zu sehende, pro Jahr 13 × 25 Minuten umfassende Reihe Tips für Aktive, Kalles Kleister Kompanie sowie das für Kinder gedachte Märchen Zauber um Romana, das einen Umfang von 6 × 30 Minuten hat.
Bis zum Jahr 1991 wirkte Noell an mehr als 80 Folgen der Quizreihe So läuft’s richtig mit, die Dieter Thomas Heck und Ramona Leiß moderierten. Darüber hinaus produzierte er die 13 × 50 Minuten umfassende Serie Siebenbirken, die im Vorabendprogramm gesendet wurde und im Jahr 1992 eine der erfolgreichsten Sendungen des Genres war. Von September bis Dezember 1994 erschien im Vorabendprogramm des ZDF die zwölf Beiträge umfassende, von der Cine-Relation GmbH produzierte Reihe Ohne Schein läuft nichts. In seinem Unternehmen entstanden darüber hinaus Artikel für Kultur- und Wissensmagazine, Einteiler und Fernsehfilme mit bekannten Schauspielern, darunter Blacky Fuchsberger, Erik Ode, Klaus Wennemann, Monika Peitsch, Hans Jürgen Bäumler, Miroslav Nemec.

## Auszeichnungen
- 1977: Verleihung der „Silberne Nymphe“ auf dem 17. Internationalen Festivals de Télévision Monte Carlo[2]
- Am 13. August 1999 erhielt Noell das Bundesverdienstkreuz.[5]

## Bücher
- Geliebtes Blech, Herzblutgeschichten rund um Oldtimer,  mit Angela Recino als Hrsg.  (2013)